# Ca l'Esteve (Manlleu)
Ca l'Esteve és un edifici de Manlleu (Osona) inclòs a l'Inventari del Patrimoni Arquitectònic de Catalunya.

## Descripció
Es tracta d'un edifici de planta i dospisos. La planta baixa ha estat molt modificada. En les plantes pis es conserven els balcons originals amb baranes de ferro molt senzilles. Els brancals i llindes són rectilinis i de pedra picada. Les obertures de la segona planta són més petites. Les lloses del balcons del carrer del Pont han estat reforçades. El ràfec de la coberta se sustenta per biguetes de fusta. La façana presenta esgrafiats molt semblants als de la casa Grau. Els autors d'aquest immoble podríen ser Josep Illa i Ignasi Mas.